# Oligonychus turbelli
Oligonychus turbelli är en spindeldjursart som beskrevs av John Stanley Beard och Thomas Walter 2003. Oligonychus turbelli ingår i släktet Oligonychus och familjen Tetranychidae. Inga underarter finns listade i Catalogue of Life.